# Kosovos akademi för vetenskap och konst
Kosovos akademi för vetenskap och konst (på albanska Akademia e Shkencave e Arteve e Kosovës, i förkortning ASHAK) grundades den 20 december 1975 av Kosovos parlament. Akademin består av forskare och personer med konstnärliga meriter. Dess mål är att främja forskning och allsköns kreativt skapande. Akademin är uppdelad i fyra sektioner: lingvistik och litteratur, samhällsvetenskap, naturvetenskap och konst.  Sett till administrativ struktur har akademin en styrelse bestående av 25 ordinarie ledamöter. Dess ordförande väljs för 3 år i sänder. Nuvarande ordförande (sedan 2009) är språkforskaren Besim Bokshi.